# 356 î.Hr.

## Nașteri
- Alexandru cel Mare, unul dintre cei mai mari conducători militari al Antichității, rege al Macedoniei, fiul lui Filip al II-lea al Macedoniei (d. 323 î.Hr.)

## Decese
- dată necunoscută: Herostrat  (n. ?)